# Pitcur

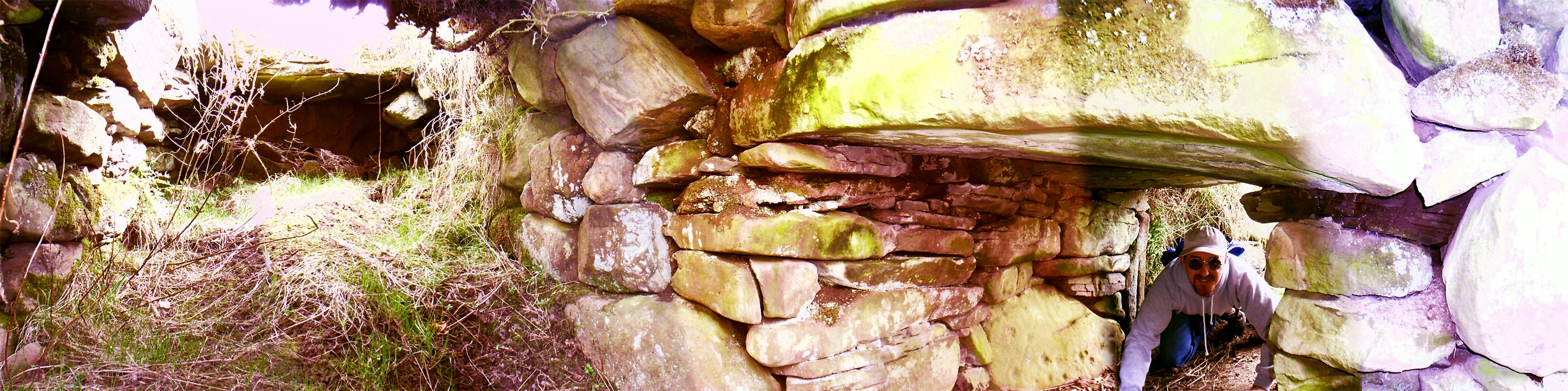
Blick auf den Schnittpunkt der beiden Gänge

Das Souterrain von Pitcur liegt nordwestlich von Dundee bei Coupar Angus (gaelisch: Cùbar Aonghais), einem Ort mit einer Abtei aus dem 12. Jahrhundert in der Council Area Perth and Kinross in Schottland. Bei Souterrains wird grundsätzlich zwischen „rock-cut“, „earth-cut“, „stone built“ und „mixed“ Souterrains unterschieden.
Es wird grundsätzlich zwischen „rock-cut“, „earth-cut“, „stone built“ und „mixed“ Souterrains unterschieden. Das Souterrain wurde im Jahre 1878 beim Pflügen entdeckt und von dem Pächter des Pitcur-Hofes ausgegraben. Das aus Wänden aus Trockenmauerwerk errichtete (stone-built) Souterrain besteht aus einem Hauptgang von 17,6 m Länge, der zu etwas mehr als 4,5 m noch mit großen Platten abgedeckt ist, und einem Nebengang von 5,5 m Länge. Innerhalb des bedeckten Teils liegen zwei Nischen. Spuren der fehlenden Deckenkonstruktion sind noch zu erkennen. Eine abgerutschte Platte steht im oben offenen Gangbereich. Das Souterrain hatte mindestens drei separate Eingänge. Ein Schalenstein, bei dem es sich um eine ehemalige Deckenplatte handelt liegt nahe dem Eingang und ein anderer ist in der Wand neben dem Eingang eingebaut. Das Souterrain ist einsturzgefährdet und von Bäumen und Büschen überwachsen.
Die einzigen gefundenen Objekte waren Stücke einer Schüssel aus dem 2. Jahrhundert, eine römische und einige andere Münzen, die bereits vor 1900 wieder verloren gingen. Eine weitere Ausgrabung erbrachte 100–200 Fundstücke. Darunter waren eine Bronzenadel, mehrere Handmühlen sowie viele Flintstücke und Perlen, die aber allesamt ebenfalls verloren gingen.